# Или-Казахский автономный округ
Или́-Каза́хский автоно́мный о́круг (каз. ىله قازاق اۆتونومىيالى وبلىسى / Іле Қазақ автономиялық облысы / Ile Qazaq avtonomialyq oblysy; кит. упр. 伊犁哈薩克自治州, пиньинь Yīlí Hāsàkè zìzhìzhōu; уйг. ئىلى قازاق ئاپتونوم ۋىلايىتى‎, Или Қазақ аптоном вилайәти) — автономный округ субпровинциального значения в Синьцзян-Уйгурском автономном районе КНР.

## География
Округ расположен на территории Монгольского Алтая и восточных отрогов Тянь-Шаня. Средняя высота горных вершин — 3000 м над уровнем моря. В недрах имеются запасы следующих полезных ископаемых: золота, серебра, железа, меди, угля, урана и других. Открыты значительные запасы нефти. Крупные реки: Иртыш, Или, Кунгес и Каш; озёра: Эби-Нур, Манас и Оленгир.

### Климат
Климат континентальный. Зима холодная, лето жаркое. Средние температуры января — от -20 до -25°С (абсолютный минимум -40°С), июля — 20°С. Среднегодовое количество атмосферных осадков — от 200 мм в равнинной местности до 700—800 мм в горах.

## История

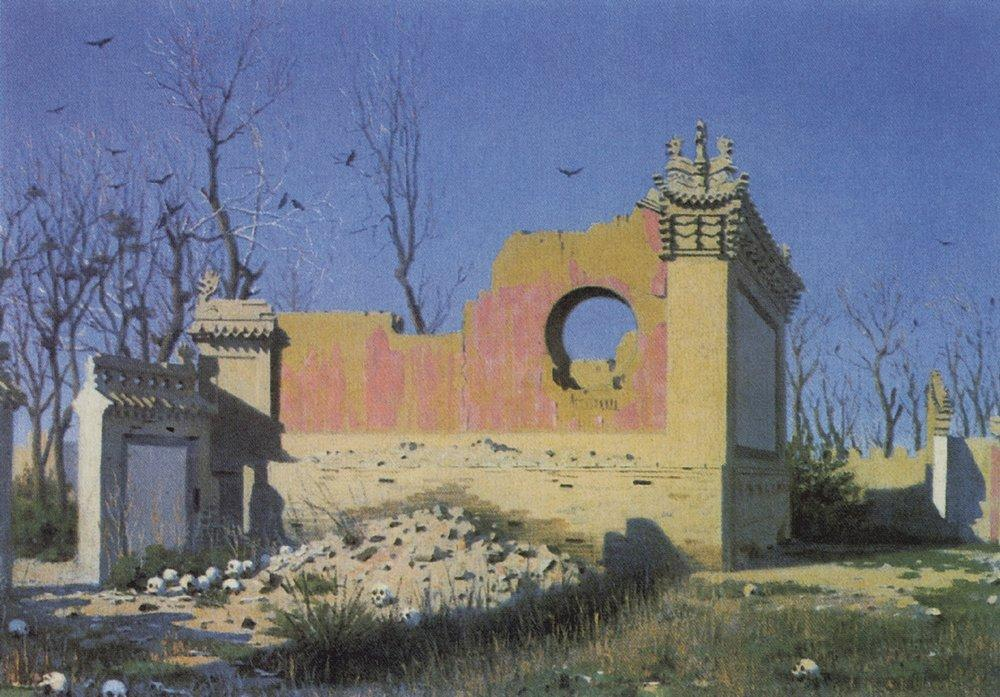
Тачэн (Чугучак) был среди городов, которые сильно пострадали во время боевых действий в 1865 году

После полного разгрома в 1757 году Джунгарского ханства правителем империи Цин Айсиньгиоро Хунли на этих землях в 1761 году была образована провинция Синьцзян («Новые земли»). Но в долине реки Или издавна имелись поселения уйгуров и кочевья казахов Старшего жуза. В конце XIX века в результате восстания коренного населения в Илийском крае было образовано государство Илийский султанат, которое в ходе конфликта с Российской империей было оккупировано русскими войсками. В процессе дипломатических переговоров, закончившихся подписанием Ливадийского и Петербургского договоров, Илийский край был возвращен Цинской империи, за исключением некоторых земель восточной части Илийской долины, предназначенных для жителей края желающих остаться в российском подданстве.
В 1916 году много казахов бежали из императорской России сюда, спасаясь от принудительных окопных работ и репрессий.
В годы гражданской войны сюда уходили с белогвардейцами казахские аулы и уйгуры Семиречья.
В 1930-е годы ещё много казахов, уйгуров, татар, узбеков бежали сюда уже из Советского Союза, спасаясь от голода и политики притеснений коммунистического режима в отношении коренного населения, которую проводил Филипп Голощёкин, первый секретарь Казкрайкома ВКП(б).
В 1950 году был создан Специальный район Или (伊犁专区), в состав которого вошло 12 уездов долины реки Или.
13 июля 1954 года из Специального района Или был выделен Боро-Тала-Монгольский автономный район (博尔塔拉蒙古自治区).
В сентябре 1954 года правительством КНР, учитывая состав населения, в регионе был образован Или-Казахский автономный округ с центром в Кульдже (Инин). В его состав вошли Специальный район Или, Специальный район Алтай и Специальный район Тачэн. В 1955 году Специальный район Или был расформирован, а входившие в его состав уезды перешли под непосредственное управление правительства автономного округа.
В 1962 году десятки тысяч уйгуров, казахов, татар, дунган и узбеков перешли из Китая в СССР, протестуя против политики всеобщей китаизации населения.
В 1970 году Специальный район Тачэн был преобразован в округ Тачэн (Чугучак).
В 1975 году в Или-Казахском автономном округе был создан округ Или, в состав которого вошли административные единицы долины Или, ранее подчинявшиеся непосредственно центральному правительству. На территории округа Чугучак был создан городской уезд Куйтунь, который был выведен из состава Чугучака и подчинён напрямую правительству Или-Казахского автономного округа. 10 сентября 1975 года административный центр Или-Казахского автономного округа был перенесён из Кульджи в Куйтунь.
В 1979 году Специальный район Алтай был преобразован в округ Алтай, а округ Или был расформирован, входившие состав округа Или административные единицы вернулись под непосредственное управление правительства Или-Казахского автономного округа. В октябре 1979 года административный центр Или-Казахского автономного округа был возвращён из Куйтуня в Кульджу.
В 1984 году Карамай был поднят до статуса городского округа и выведен из состава Или-Казахского автономного округа. В 1985 году был вновь воссоздан округ Или, но в 2001 году снова был расформирован.
В 2014 году западная часть уезда Хочэн была выделена в отдельный городской уезд Хоргос.
Решением Госсовета КНР от 16 марта 2015 года Кокдала был выделен из состава Или-Казахского автономного округа в отдельный городской уезд, подчинённый непосредственно правительству Синьцзян-Уйгурского автономного района.

## Административное деление
Или-Казахский автономный округ делится горами Тянь-Шань на две части. К северу от Тянь-Шаня, в Джунгарии, находятся округа Алтай и Чугучак, а также городской уезд Куйтунь, подчиняющийся непосредственно правительству автономного округа. К югу от Тянь-Шаня, в бассейне реки Или расположена остальная часть автономного округа. В связи с тем, что Или-Казахский автономный округ имеет в своём составе другие округа, он является автономным округом субпровинциального значения. Помимо двух округов, в его состав входят 3 городских уезда, 7 уездов и 1 автономный уезд.
|    |                                 |                                 |                    |                            |                            |                                 |                                 |                        |               |                            |
| #  | Статус                          | Название                        | Иероглифы          | Пиньинь                    | Казахский язык             | Уйгурский язык (арабский шрифт) | Уйгурский язык (латиница)       | Население (2003 прим.) | Площадь (км²) | Плотность населения (/км²) |
| *  | Округ                           | Алтай                           | 阿勒泰地区         | Ālètài dìqū                | Алтай аймағы               | تارباغاتاي ۋىلايىتى             | Altay Wilayiti                  | 561,667                | 117,800       | 5                          |
| *  | Округ                           | Чугучак                         | 塔城地区           | Tǎchéng dìqū               | Тарбағатай аймағы          | تارباغاتاي ۋىلايىتى             | Tarbaghatay Wilayiti            | 994.776                | 104,546       | 16                         |
| 1  | Городской уезд                  | Кульджа                         | 伊宁市             | Yīníng shì                 | Құлжа қаласы               | غۇلجا شەھىرى                    | Ghulja Shehiri                  | 430,000                | 629           | 684                        |
| 2  | Городской уезд                  | Куйтунь                         | 奎屯市             | Kuítún shì                 | Күйтұн                     | كۈيتۇن شەھىرى                   | Küytun Shehiri                  | 300,000                | 1,171         | 256                        |
| 3  | Уезд                            | Кульджа                         | 伊宁县             | Yīníng xiàn                | Іле ауданы                 | غۇلجا ناھىيىسى                  | Ghulja Nahiyisi                 | 360,000                | 4,486         | 80                         |
|    | Городской уезд                  | Хоргос                          | 霍尔果斯市         | Huò'ěrguǒsī shì            |                            |                                 |                                 |                        |               |                            |
| 4  | Уезд                            | Хочэн                           | 霍城县             | Huòchéng xiàn              | Қорғас ауданы              | قورغاس ناھىيىسى                 | Qorghas Nahiyisi                | 360,000                | 5,466         | 66                         |
| 5  | Уезд                            | Токкузтара                      | 巩留县             | Gǒngliú xiàn               | Тоғызтарау ауданы          | توققۇزتارا ناھىيىسى             | Toqquztara Nahiyisi             | 160,000                | 4,124         | 39                         |
| 6  | Уезд                            | Кюнес                           | 新源县             | Xīnyuán xiàn               | Күнес ауданы               | كۈنەس ناھىيىسى                  | Künes Nahiyisi                  | 300,000                | 7,583         | 40                         |
| 7  | Уезд                            | Монголкюре                      | 昭苏县             | Zhāosū xiàn                | Моңғолкүре ауданы          | موڭغۇلكۈرە ناھىيىسى             | Mongghulküre Nahiyisi           | 160,000                | 10,465        | 15                         |
| 8  | Уезд                            | Текес                           | 特克斯县           | Tèkèsī xiàn                | Текес ауданы               | تېكەس ناھىيىسى                  | Tékes Nahiyisi                  | 160,000                | 8,080         | 20                         |
| 9  | Уезд                            | Нилки                           | 尼勒克县           | Nílèkè xiàn                | Нылқы ауданы               | نىلقا ناھىيسى                   | Nilqa Nahiyisi                  | 160,000                | 10,130        | 16                         |
| 10 | Чапчал-Сибоский автономный уезд | Чапчал-Сибоский автономный уезд | 察布查尔锡伯自治县 | Chábùchá'ěr Xībó zìzhìxiàn | Шапшал сібе автоном ауданы | ئاپتونوم يېزىسى چاپچال شىبە     | Chapchal Shibe Aptonom Nahiyisi | 170,000                | 4,489         | 38                         |

## Экономика
Основу экономики округа составляет сельское и лесное хозяйство: выращивают хлопчатник, свеклу, пшеницу, кукурузу, рис и бахчевые культуры, развито мясное и молочное скотоводство.
Активно развиваются выращивание лаванды и производство эфирного масла, а также сельский туризм.
Имеются нефтяная, нефтехимическая и лёгкая промышленность. Развит автомобильный транспорт.

## Население

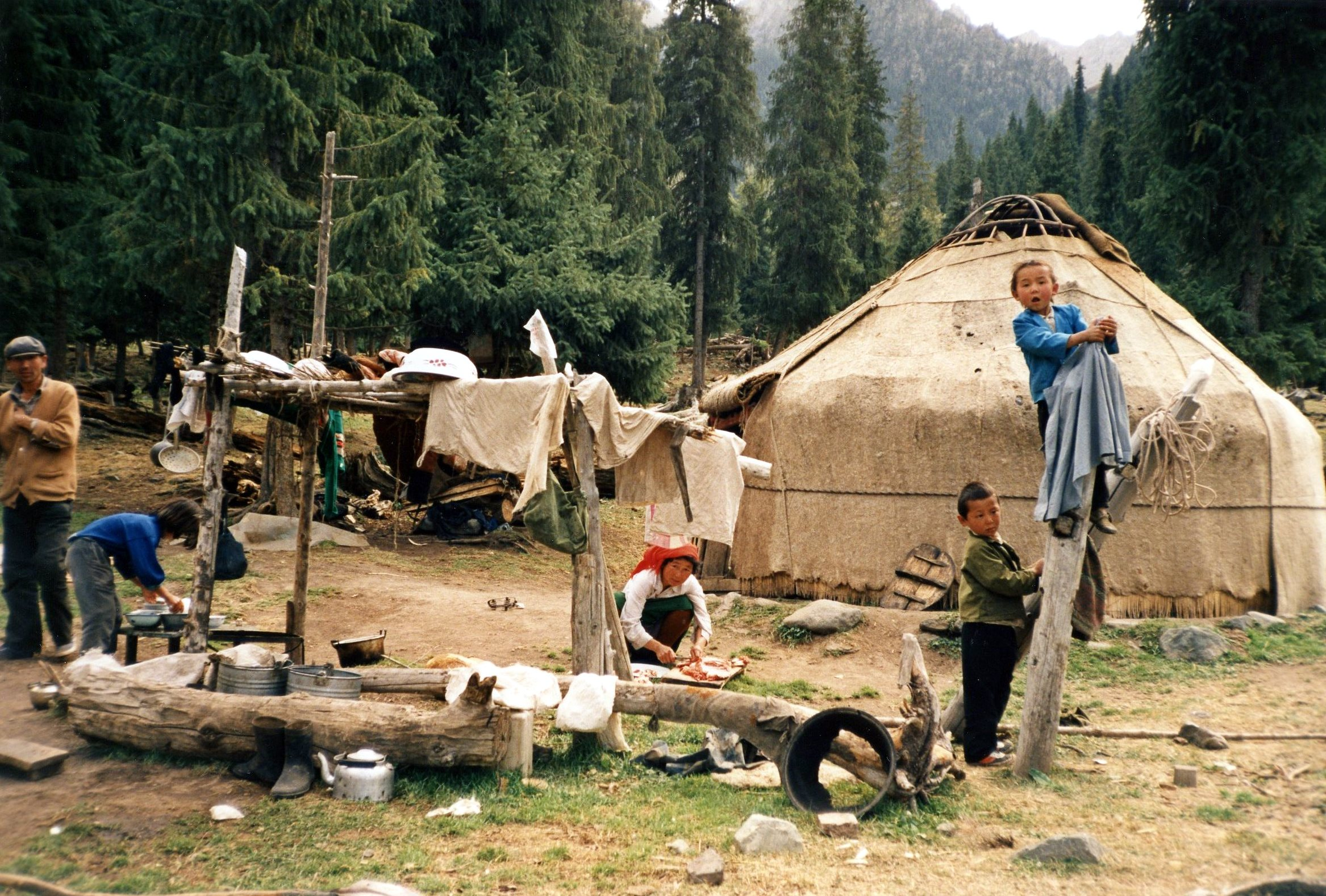
Кочевые казахи. Сентябрь 1987 года

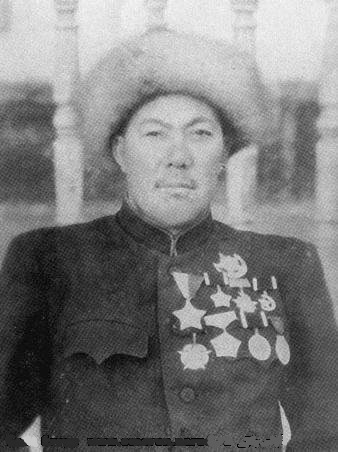
Гени-батур, уроженец Илийского края

- Территория: 273 200 км²
- Население: 3,88 млн (2000)
- Крупнейший город: Кульджа

### Национальный состав
- Ханьцы: 45,2 % (1 753 760 чел.)
- Казахи: 25,4 % (985 520 чел.)
- Уйгуры: 15,9 % (616 920 чел.)
- Дунгане: 8,3 % (322 040 чел.)
- Монголы: 1,69 % (65 572 чел.)
- Сибо: 0,83 % (32 204 чел.)
- Другие: 2,68 % (103 984 чел.)

## Главы

### Секретари парткома
1. Чжао Тянцзе (赵天杰)
2. Чжан Чуньсянь (на 8.3.2011 год)[4]

### Главы автономного округа
Ниже приведён список глав Или-Казахского автономного округа:
1. Патикан Сугурбаев[кит.] (кит. упр. 帕提汗·苏古尔巴也夫 каз. Фатхан (Пәтіхан) Дәлелханұлы Сүгірбаев) ноябрь 1954 — июнь 1955
2. Жагда Бабалыков июнь 1955 — февраль 1957 врио, с мая 1958
3. Курманали Оспанулы[каз.] (Оспанов) (каз. Құрманәлі Оспанұлы) июнь 1958 — сентябрь 1963
4. Ергали Абилхайырулы[кит.] (кит. упр. 伊尔哈里·阿不力孜海依尔, каз. Ерғали Әбілқайырұлы) сентябрь 1963 — мая 1969
5. Чжун Ляншу (кит. упр. 钟良树 [8]каз. Чұң Лияң Шо) военное правление, май 1969 — май 1970
6. Ван Чжэньчжун (кит. упр. 王振中[8] каз. Уаң Жын Жұң) военное правление, мая 1970 — июль 1975
7. Се Гаочжун (кит. упр. 谢高忠 [8]каз. Шие Гау Жұң) военное правление, июль 1975 — сентябрь 1975
8. Жанабил Смагулулы[англ.]  (каз. Жәнәбіл Смағұлұлы) сентябрь 1975 — февраль 1978
9. Касымбек Сеитжанулы[кит.] (кит. упр. 哈生别克·赛依提江, каз. Қасымбек Сейітжанұлы) март 1979 — апрель 1983
10. Дияр Курмашулы[кит.] (кит. упр. 迪牙尔·库马什, каз. Дияр Құрмашұлы), апрель 1983 — мая 1988
11. Асхат Керимбайулы[англ.] (каз. Асхат Керімбайұлы), май 1988 — май 1993
12. Бекмухамет Мусаулы[кит.] (кит. упр. 别克木哈买提·木沙, каз. Бекмұхамет Мұсаұлы), апрель 1993 — март 1998
13. Алпысбай Рахымулы[кит.] (кит. упр. 阿勒布斯拜·拉合木, каз. Алпысбай Рахымұлы), март 1998 — июнь 2001
14. Нурлан Абильмажинулы[кит.] (кит. упр. 努尔兰·阿不都满金, каз. Нұрлан Әбілмәжінұлы), март 2002 — январь 2003
15. Кызайжан Сеилкожаулы[кит.] (кит. упр. 柯赛江·赛力禾加,(каз. Қызайжан Сейілқожаұлы), март 2003 — ноябрь 2007
16. Маукен Сеитхамзаулы[кит.] (кит. упр. 毛肯·赛衣提哈木扎, каз. Мәукен Сейітқамзаұлы), (ноябрь 2007 — январь 2012
17. Манен Зейнелулы[кит.] (кит. упр. 马宁·再尼勒, каз. Мәнен Зейнелұлы) февраль 2012 — январь 2016
18. Курмаш Сыржанулы[кит.] (кит. упр. 库尔玛什·斯尔江, каз. Құрмаш Сыржанұлы) с февраля 2016
19. Кадан Кабенулы[кит.] (кит. упр. 哈丹·卡宾, каз. Қадан Кәбенұлы) апрель 2021 — октябрь 2021
20. Ершат Турсынбайулы[кит.] (кит. упр. 叶尔夏提·吐尔逊拜, каз. Ершат Тұрсынбайұлы) с 2021